# Суртанды (озеро)
Суртанды (Щучье, устар. Черганчи)— озеро в Абзелиловском районе Республики Башкортостан. Находится около озера Малое Щучье в 340 км от Уфы, с западной стороны от деревни Самарское. Относится к бассейну реки Янгелька. Лежит на высоте 407,4 метра над уровнем моря.
Общая площадь озера — 7,4 км² (по другим данным — 7,526 км²). Размеры озера — 4,6 на 1,61 км. Средняя глубина озера составляет 1,5 метра, максимальная глубина 4 метра. Объём — 21 млн м³. Площадь водосборного бассейна — 57,8 км².
В водах озера наблюдается повышенное содержание ионов магния и натрия. Суртанды имеет тектоническое происхождение.
В озере водятся следующие роды рыб: сиг, рипус, лещ, судак, щука, плотва, окунь, краснопёрка.
В водах озера обитает значительное количество водоплавающих птиц, среди которых можно отметить чаек, куликов и несколько видов уток.